# Prošići
Prošići är en ort i Bosnien och Hercegovina.   Den ligger i entiteten Federationen Bosnien och Hercegovina, i den västra delen av landet, 220 km nordväst om huvudstaden Sarajevo. Prošići ligger 383 meter över havet och antalet invånare är 945.
Terrängen runt Prošići är kuperad söderut, men norrut är den platt. Terrängen runt Prošići sluttar västerut. Runt Prošići är det ganska tätbefolkat, med 93 invånare per kvadratkilometer.. Närmaste större samhälle är Bihać, 9,0 km söder om Prošići. 
I omgivningarna runt Prošići växer i huvudsak lövfällande lövskog.